# Операция «Альба»
Операция «Альба» (англ. Operation Alba, в переводе с итальянского восход) — операция многонациональных миротворческих сил, отправленных в Албанию в 1997 году. Возглавляемая Италией, она была призвана помочь албанскому правительству восстановить закон и порядок во время беспорядков 1997 года.
Начиная с начала 1997 года албанское правительство потеряло контроль над большей частью своей страны, что привело к дезертирству многих полицейских и военных подразделений и разграблению их складов оружия. Возникший в результате хаос заставил несколько стран самостоятельно эвакуировать своих граждан из Албании, что вызвало обеспокоенность по поводу судьбы других. В связи с этим Совет Безопасности ООН принял резолюцию 1101 о проведении операции по стабилизации ситуации. 3-й итальянский армейский корпус взял на себя ответственность за временную операцию в рамках операции «Альба» (в переводе с итальянского восход), первой многонациональной миссии под руководством Италии со времён Второй мировой войны. В этой операции участвовали 11 стран: Австрия (60 военнослужащих), Бельгия (15), Дания (110), Франция (950), Греция (800 или 803), Италия (3800), Португалия, Румыния (400), Словения (20), Испания (350) и Турция (760).

## Причины вмешательства

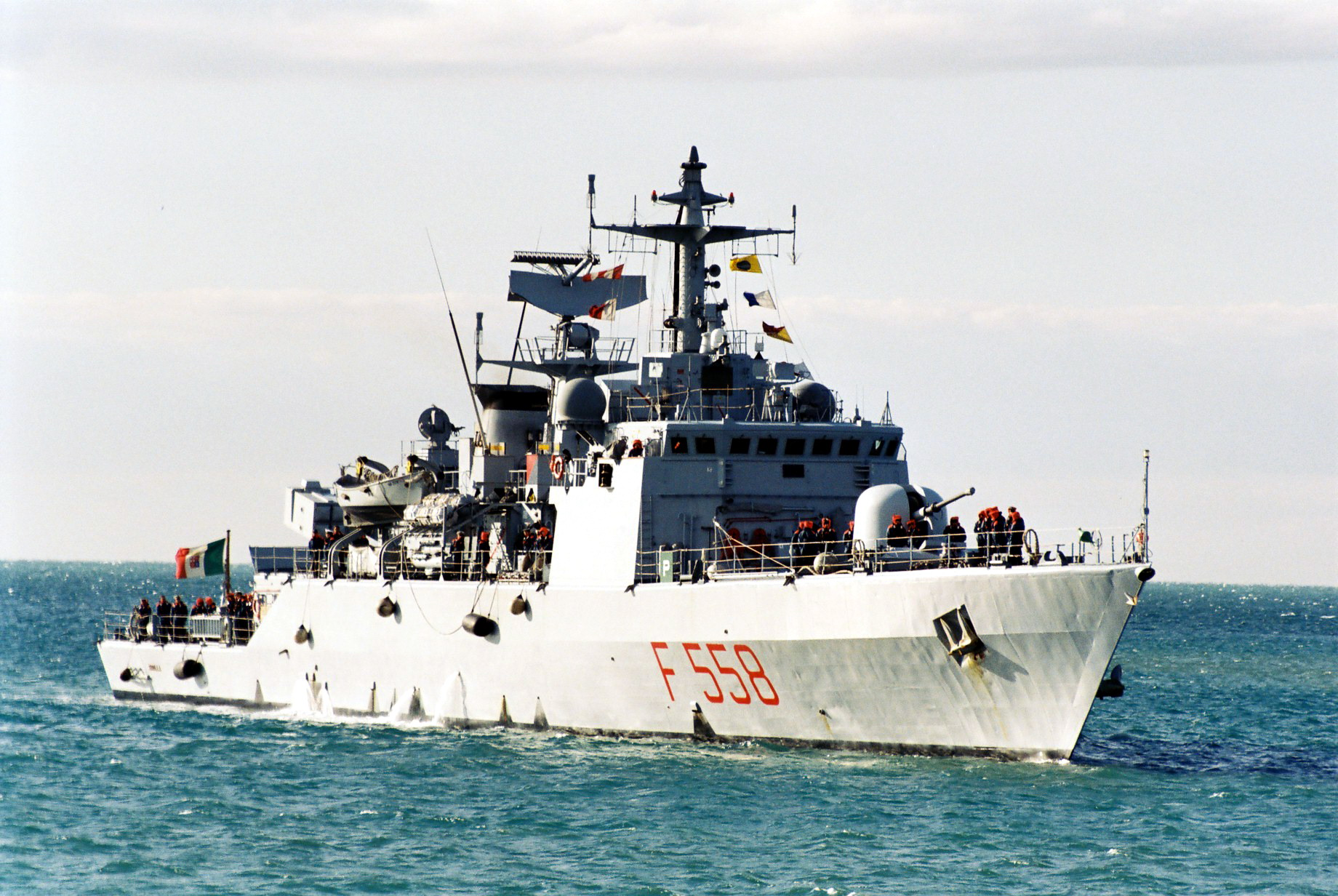
Корвет ВМС Италии «Sybilla»

Операция «Альба» была начата в ответ на серьёзный социальный кризис, последовавший за крахом крупных финансовых пирамид в Албании в начале 1997 года. Потеря сбережений многими албанцами, вложившимися в эти схемы, в дополнение к недовольству политической коррупцией и недавними нарушениями на выборах вызвала восстание значительной части страны против албанского правительства. Когда правительственный контроль и верховенство закона рухнули, вспыхнули массовые грабежи и насилие. Отдельными странами проводились операции по эвакуации своих граждан, но Операция «Альба» была запущена для решения более масштабных вопросов. В частности, Италия была полна решимости обуздать миграционный поток албанских беженцев, который грозил достичь угрожающих масштабов. Катастрофа произошла 28 марта, когда итальянское патрульное судно Sybilla столкнулось с катером с беженцами. Десятки албанских мигрантов погибли в результате трагедии Отранто. Предвидя возможность применения силы для восстановления порядка в Албании, Италия позаботилась о получении мандата ООН, поддержки ОБСЕ и участия ряда союзников; когда это было достигнуто, началась операция «Альба».

## Операции в Албании
Начиная с 15 апреля под командованием операции было переброшено 7265 военнослужащих, из которых более половины были гражданами Италии, и они быстро восстановили порядок в Тиране. Основные цели миссии включали задержание преступников и сбор награбленного оружия, но в последующие месяцы оперативные войска также помогли переобучить албанские силы современным стандартам. Операция «Альба» окончательно завершилась в августе, когда из страны были выведены последние войска.